# A 007, dalla Russia con amore (film)
A 007, dalla Russia con amore (From Russia with Love) è un film del 1963 diretto da Terence Young.
È il secondo capitolo della serie cinematografica incentrata sulla figura di James Bond, con Sean Connery nel ruolo del protagonista. Tratto liberamente dall'omonimo romanzo (1957) di Ian Fleming, fu prodotto da Albert R. Broccoli e Harry Saltzman.
Cavalcando il successo del precedente film Agente 007 - Licenza di uccidere (1962), la pellicola ottenne incassi di gran lunga superiori: «Il secondo – e probabilmente il migliore – della serie di James Bond [...] ricco di invenzioni, di brio, risvolti ironici». Il motivo conduttore del film, From Russia with Love, è cantato dal cantante inglese Matt Monro.
Nel corso degli anni, la pellicola è stata inserita in molte classifiche sia dei migliori film di 007 sia dei migliori film britannici di sempre. Inoltre, è il primo film della saga ad aver vinto un premio BAFTA alla migliore fotografia.

## Trama
Uno spietato assassino, Donald "Red" Grant, uccide durante un'esercitazione un uomo mascherato da James Bond. Intanto lo scacchista Tov Kronsteen organizza un piano per la SPECTRE (nella quale è il Numero Cinque) per rubare all'Unione Sovietica il Lektor, un apparecchio per decrittare messaggi cifrati e, nel contempo, uccidere Bond per vendicare la morte del dottor Julius No.
Ernst Stavro Blofeld, misterioso capo della SPECTRE, affida gli aspetti tecnici alla Numero Tre Rosa Klebb, che recluta Grant come assassino e Tatiana Romanova come inconsapevole pedina.
Nel frattempo, a Londra, M riferisce a Bond che la Romanova è intenzionata a disertare e fornire aiuto per il furto del Lektor, strumento ambito da molti anni dall'MI6 e dalla CIA, ma che sarà disposta all'azione solo assieme a Bond, di cui si è invaghita tramite una fotografia trovata in un dossier. L'agente vola dunque a Istanbul dove prende contatti con il diplomatico Ali Kerim Bey: dopo che l'ufficio di quest'ultimo viene fatto esplodere in un attentato, i due, spiando all'interno del consolato russo, notano la presenza dell'assassino bulgaro Krilencu.
La sera stessa, recatisi in un accampamento zingaro, sono attaccati dai suoi uomini, che feriscono al braccio Kerim e per poco non uccidono Bond, salvato grazie all'intervento di Grant. La notte successiva Kerim si vendica e uccide il bulgaro per mezzo del fucile di Bond; al rientro in albergo 007 trova nel suo letto la Romanova e, entrambi inconsapevoli di essere spiati e filmati da Grant e dalla Klebb, trascorrono un'intensa notte d'amore.
James concorda con Tatiana di incontrarla il giorno seguente ad Hagia Sophia per farsi consegnare la mappa del consolato russo, ma viene intercettato dall'uomo che lo aveva già pedinato il giorno del suo arrivo in Turchia e che ora cerca d'impedire lo scambio; senza farsi vedere dai due, Grant interviene uccidendolo.
Ottenuta la pianta del consolato russo, Bond e Kerim studiano l'edificio e organizzano il furto del Lektor; terminata l'azione con successo Bond, Kerim e la Romanova salgono sull'Orient Express e partono sotto falsa identità in direzione di Trieste. Sul treno, Bond e Kerim neutralizzano Benz, un ufficiale di sicurezza russo, e lo rinchiudono in uno scompartimento. Compare di nuovo Grant che, mentre Bond è assente, elimina Kerim e Benz e fa sembrare che si siano uccisi a vicenda durante una colluttazione.
Quando il treno giunge a Zagabria, Grant avvicina Bond fingendo di essere Nash, un agente britannico piazzato sul treno per aiutarlo a superare la frontiera insieme al Lektor. Dopo aver narcotizzato la Romanova nel corso della cena, Grant svela la sua vera identità e spiega come la SPECTRE sia riuscita a mettere russi contro britannici, rivelando quanto la Romanova sia all'oscuro del proprio ruolo.
Infine, per mezzo del filmato della notte d'amore in suo possesso, minaccia di ucciderli entrambi e di far apparire il tutto un caso di omicidio-suicidio tra due agenti segreti nemici. Bond riesce tuttavia ad indurlo ad aprire la sua valigetta datagli da Q, facendo così esplodere una bomba fumogena contenuta al suo interno: dopo una lotta violenta, pugnalato ad un braccio e strangolato con il cavo sottile e resistentissimo del suo orologio da polso, Grant muore.
All'alba, prima di giungere al confine italiano, Bond e la Romanova scendono dal treno, bloccato da agenti della SPECTRE che, simulando un guasto, hanno parcheggiato un furgone sulle rotaie in modo da fornire supporto a terra a Grant. Insieme alla Romanova, Bond distrugge un elicottero che li inseguiva e poco dopo anche una piccola flotta di barche nemiche. 
I due giungono a Venezia mentre il numero uno della SPECTRE, insoddisfatto, convoca Kronsteen e la Klebb e, dopo averli duramente rimproverati, fa uccidere lo scacchista e concede alla Klebb un'ultima opportunità di eliminare 007 e recuperare il decodificatore. 
Bond e la Romanova, che si sono stabiliti in un albergo a Venezia, vengono aggrediti dalla Klebb, travestita da cameriera ai piani, la quale cerca di rubare il Lektor e uccidere 007. Tatiana, tuttavia, spara alla Klebb salvando Bond, col quale infine distrugge il filmato e si lascia andare alla passione.

## Produzione
In seguito al successo commerciale del film Agente 007 - Licenza di uccidere la United Artists accordò la produzione del secondo film della serie. Il budget fu raddoppiato fino alla cifra di 2 milioni di dollari, così come lo stipendio di Sean Connery, che passò da 54 000 a 100 000 dollari. Fu l'ultimo film visto da John F. Kennedy – che si era già espresso in giudizi molto positivi nei confronti dell'omonimo romanzo di Fleming, inserendolo nella lista dei suoi dieci preferiti – prima di partire per Dallas il 20 novembre 1963.
La maggior parte di quelli che presero parte al primo film, tornarono anche nel secondo, eccetto Ken Adam – che lavorò nel Dottor Stranamore e fu rimpiazzato da Syd Cain – e Bob Simmons – indisponibile e sostituito da Peter Perkins. Inoltre, il film introdusse vari elementi che diventeranno un marchio di fabbrica della serie di James Bond: la scena prima dei titoli di inizio, il personaggio di Blofeld (chiamato qui "Numero uno"), le armi segrete di Bond, la scena con l'elicottero, una canzone come colonna sonora.

### Sceneggiatura
Il romanzo di Ian Fleming è un thriller ambientato nel periodo della guerra fredda, tuttavia i produttori decisero di descrivere unicamente la SPECTRE tralasciando la sovietica SMERSH (nel romanzo, infatti, sia la Klebb sia Grant sono al servizio dell'organizzazione russa), per non inciampare in controversie politiche, evitando di focalizzare la Russia come nemico.
Il primo sceneggiatore fu Len Deighton, presto sostituito per l'inconsistenza del suo lavoro; furono così assunti Johanna Harwood e Richard Maibaum, che introdussero alcune modifiche rispetto al romanzo: Grant è l'autore dell'omicidio nella basilica di Santa Sofia, quando invece nel romanzo è Bond, furono aggiunte le scene dell'elicottero e del motoscafo, non presenti nel romanzo, lo scontro finale con Rosa Klebb fu spostato da Parigi a Venezia, in questo scontro la Klebb viene uccisa da Tatiana mentre nel libro viene catturata da Mathis dopo aver colpito a morte con il veleno Bond alla fine del libro.

### Cast
Nonostante nei titoli di coda il personaggio di Ernst Stavro Blofeld sia contrassegnato da un punto interrogativo, l'attore che lo interpretò fu Anthony Dawson, il Professor Dent in Agente 007 - Licenza di uccidere, doppiato dall'attore austriaco Eric Pohlmann. Peter Burton era indisponibile per il ruolo di Q e lo sostituì Desmond Llewelyn, molto appassionato alla serie. Tuttavia, il suo nome non comparve nei titoli a inizio film, ma solo in coda.
Molte attrici furono prese in considerazione per il ruolo di Tatiana; tra queste Sylva Koscina, Virna Lisi, Annette Vadim e Tania Mallet, ma si preferì Daniela Bianchi, giovane aspirante al titolo di Miss Universo nel 1960. La Bianchi cominciò a prendere lezioni di inglese per interpretare il ruolo, ma la sua pronuncia inglese non risultò credibile e fu doppiata. Come provino fu usata la scena in cui Bond trova la Bianchi nel suo letto d'albergo, scena che poi diventò tradizionale per selezionare i futuri James Bond e le future bond girl.
Per il ruolo di Rosa Klebb fu considerata Katina Paxinou, che però non era disponibile. Così Terence Young scelse Lotte Lenya dopo aver ascoltato uno dei suoi dischi. Per la parte di Red Grant fu scelto Robert Shaw. Per il ruolo di Kroonsteen il regista cercava un attore riconoscibile per i suoi tratti somatici, in modo tale che il pubblico potesse ricordare anche i personaggi minori; e così fu scelto Vladek Sheybal. Per i ruoli di Vida e Zora (le due zingare gelose, in lotta per la conquista dello stesso uomo) furono fatti molti provini e vinsero Aliza Gur e Martine Beswick, che impiegarono sei settimane, sotto l'ausilio di Peter Perkins, a imparare le movenze della scena del combattimento. Per il ruolo di Kerim John Ford suggerì Pedro Armendáriz, al quale, durante le riprese a Istanbul, fu diagnosticato un cancro incurabile. Riuscì a portare a termine il lavoro in Turchia; continuò a lavorare il più possibile, ma fu costretto ugualmente a lasciare il set: Terence Young modificò la scaletta delle riprese e giunse addirittura a sostituirsi all'attore in alcune scene in cui quest'ultimo era inquadrato di spalle. Armendáriz riuscì a recitare grazie a massicce dosi di morfina e terminate le riprese si tolse la vita in un ospedale di Los Angeles. Suo figlio, Pedro Armendáriz Jr., compare in un cameo in 007 - Vendetta privata (1989).
Nel 1958 si era pensato ad Alfred Hitchcock per girare il film, con Cary Grant nel ruolo di 007 e un eventuale ritorno di Grace Kelly come protagonista femminile; ma l'idea fu accantonata dopo il clamoroso insuccesso del film La donna che visse due volte.

### Riprese
Gran parte delle riprese, iniziate il 1º aprile 1963 ai Pinewood Studios, si svolsero poi dopo tre settimane principalmente a Istanbul, in alcuni dei suoi luoghi più significativi: Hagia Sophia, la cisterna della Basilica, il Grande Bazar e la stazione di Sirkeci, quest'ultima usata anche come location per le stazioni di Belgrado e Zagabria. Invece le scene ambientate nella sede londinese della MI6, alla SPECTRE, nell'albergo di Venezia e nell'Orient Express furono girate negli studi Pinewood. Le sequenze della fuga furono filmate tra Scozia e Svizzera, mentre la scena finale non fu realmente ripresa a Venezia: Bond e Tatiana Romanova sono filmati davanti a uno schermo che raffigura il bacino San Marco, per risparmiare sul budget. La scena della colluttazione, ambientata in una camera d'albergo, considerato il panorama sull'isola di San Giorgio Maggiore che si scorge dalla finestra, non fu girata all'interno dell'hotel Danieli Excelsior: il panorama è visibilmente proiettato su uno schermo davanti al quale gli attori se le danno di santa ragione. Il regista aveva poi l'intenzione di girare l'episodio del campo zingaro in un vero campo presso il palazzo di Topkapı, ma infine preferì riprodurlo a Pinewood. La scena con i topi (immediatamente successiva al furto del Lektor) fu girata in Spagna, dal momento che la legislazione inglese non consentiva questo tipo di riprese.

## Gadget

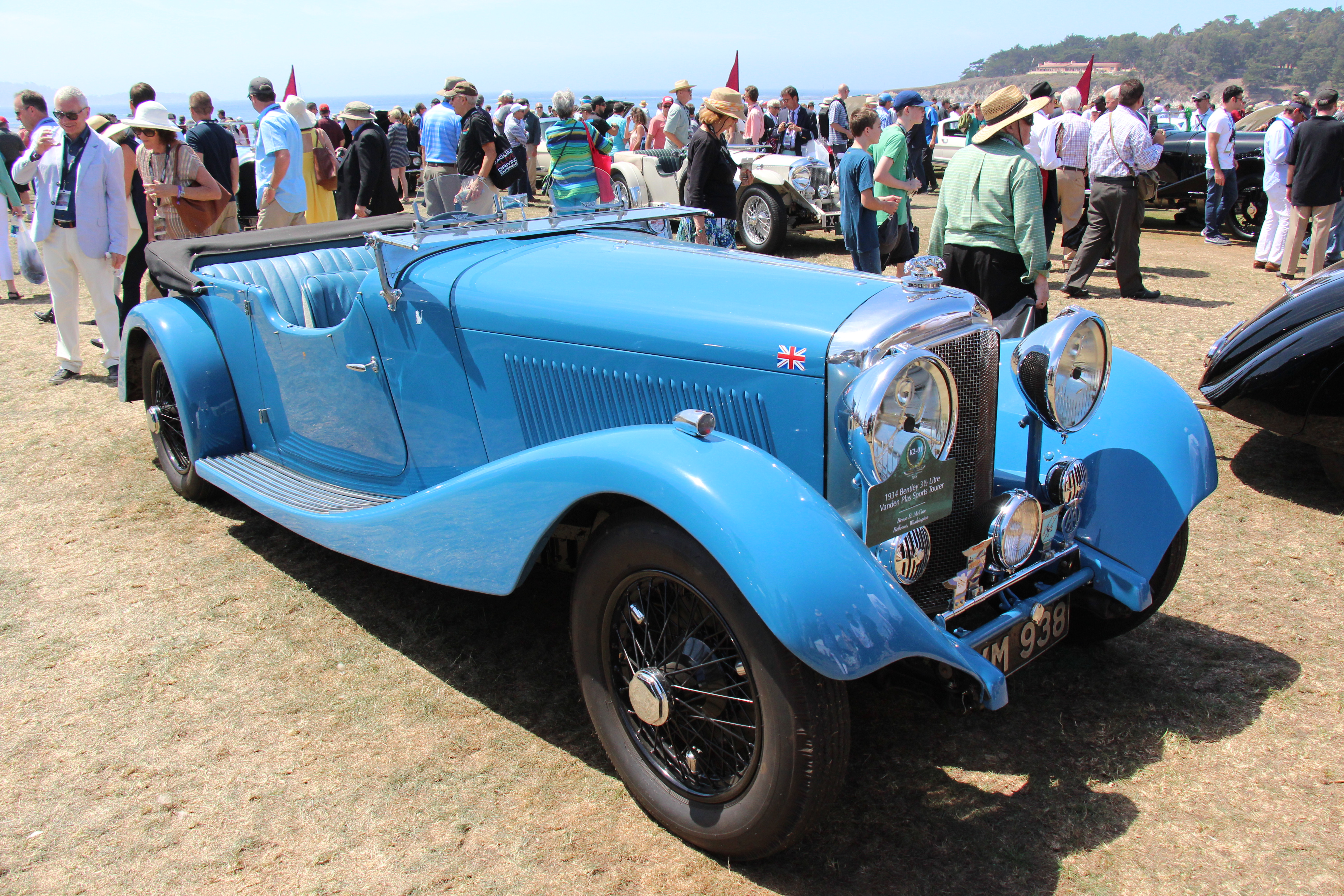
La Bentley 3½ Litre di Bond

- Valigetta – si tratta del primo gadget ad apparire in un film di 007 e contiene un fucile di precisione smontabile, munizioni, un coltello e cinquanta sovrane d'oro. La serratura è dotata di un meccanismo di sicurezza che fa esplodere una cartuccia di gas in caso di apertura impropria;
- Automobile – la Bentley 3½ Litre di James Bond è dotata di telefono;
- Macchina fotografica – nasconde un registratore;
- Rivelacimici – un aggeggio che individua le cimici piazzate nei telefoni.

## Citazioni e riferimenti
Nella scena in cui Krilencu tenta la fuga, uscendo dalla bocca del volto di Anita Ekberg dipinto sull'enorme cartellone, questo riproduce la locandina del film Call Me Bwana (1963), l'unica opera della EON Productions non avente per soggetto 007; nel romanzo di Ian Fleming, invece, era affissa la locandina di Niagara (1953) con l'immagine di Marilyn Monroe.

## Videogioco
Dal film è stato tratto nel 2005 un videogioco omonimo, Dalla Russia con amore.

## Riconoscimenti
- BAFTA alla migliore fotografia a Ted Moore[5]